# Phiomicetus
Phiomicetus – rodzaj wymarłych wodno-lądowych drapieżnych prawaleni z okresu lutetu (43 mln lat temu).
Gatunkiem typowym jest Phiomicetus anubis, którego szczątki odkryto w depresji Fajum na Pustyni Zachodniej w Egipcie. Osiągał ok. 3m długości i 600 kg masy, a kształt jego czaszki przypomina przedstawienia boga Anubisa.